# Soleidae
Soleidae è una famiglia di pesci osteitti Pleuronectiformes, alla quale appartengono i generi:
- Achiroides
- Aesopia
- Aseraggodes
- Austroglossus
- Bathysolea
- Brachirus
- Buglossidium
- Dagetichthys
- Dicologlossa
- Heteromycteris
- Liachirus
- Microchirus
- Monochirus
- Paradicula
- Pardachirus
- Pegusa
- Phyllichthys
- Rendahlia
- Rhinosolea
- Solea
- Soleichthys
- Strabozebrias
- Synaptura
- Typhlachirus
- Vanstraelenia
- Zebrias